# ひなたざか
『ひなたざか』は、日本の女性アイドルグループ日向坂46の1stアルバム。2020年9月23日にSony Recordsから発売された。

## 背景とリリース
けやき坂46時代にリリースされた『走り出す瞬間』以降、日向坂46名義では初となるアルバム。リード曲「アザトカワイイ」は2020年12月31日に放送された『第71回NHK紅白歌合戦』の歌唱曲。同曲のセンターは佐々木美玲が務めた。
1stシングル『キュン』から4thシングル『ソンナコトナイヨ』までの表題曲とカップリング曲16曲・けやき坂46の楽曲のリテイク曲3曲・未発表曲「日向坂」・新曲6曲に加え、ライブの冒頭で流れる「Overture」の27曲を収録している。カップリング曲のうち「耳に落ちる涙」「沈黙が愛なら」「やさしさが邪魔をする」「一番好きだとみんなに言っていた小説のタイトルを思い出せない」「ママのドレス」「好きということは…」「窓を開けなくても」「君のため何ができるだろう」の8曲は未収録となった。
2020年7月31日、配信ライブ『HINATAZAKA46 Live Online，YES!with YOU!〜“22人”の音楽隊と風変わりな仲間たち〜』で本アルバムの発売を発表。同年8月18日、アルバムタイトルが発表された。
初回仕様限定盤TYPE-A、TYPE-B、通常盤の3形態で発売。初回仕様限定盤のTYPE-Aには2019年3月5日より2日間開催された『日向坂46 カウントダウンライブ!! in 横浜アリーナ〜けやき坂46 LAST LIVE〜』の公演の映像、初回仕様限定盤のTYPE-Bには『日向坂46デビューカウントダウンライブ!! in 横浜アリーナ〜日向坂46 FIRST LIVE〜』の公演の映像、初回仕様限定盤共通でアルバムのリード曲「アザトカワイイ」のミュージック・ビデオを収録したBlu-rayと、スペシャル応募券が付属する。
アルバム収録の新曲で最初にメディアに流れたのはリード曲「アザトカワイイ」で、楽曲の一部がローソンのキャンペーンCMでオンエアされた。その後、フル音源がメンバーの加藤史帆が火曜日レギュラーパーソナリティーを務めていた『レコメン!』（文化放送）の2020年8月11日放送回で解禁されると、以後、その他の楽曲も解禁された。また、Type-A収録曲「日向坂」は『日向坂46 デビューカウントダウンライブ』のために秋元康が作詞した楽曲で、同ライブで初披露されて以降も音源化されていなかったが、約1年半後に本作で初音源化となった。
2020年2月にグループに加入した新三期生の髙橋未来虹、森本茉莉、山口陽世は日向坂46の作品に初参加となった。また、2020年5月に活動再開した一期生の影山優佳は、日向坂46名義の作品としては初参加となった。

## プロモーション

### イベント
初回仕様限定盤、各タイプに特典として封入されるスペシャル応募券に記載されている特設サイトにアクセスし、記載されているIDナンバーで応募できるプレミアムイベントやプレゼントが行われる。
- 応募券2枚
  - 新春「新曲配信ミニライブ」（2021年1月30日[24]）- 応募者全員当選、1stアルバム「ひなたざか」収録の新曲を披露[20]。
  - 日向坂46 レプリカ衣装プレゼント - 当選者数 : 各衣装1名、対象衣装：①キュン、②ドレミソラシド、③こんなに好きになっちゃっていいの?、④ソンナコトナイヨ、⑤アザトカワイイ、⑥キツネ、⑦ドレミソラシド（音符衣装）、サイズは全てレディースのM[25]。
- 応募券1枚
  - 「ひなたざか」アナザーフォトブックプレゼント - 当選者数：500名、アルバムフォトブック未掲載の秘蔵写真満載[25]。
  - 直筆サイン入りアナログ盤サイズソロ写真プレゼント（オリジナル額付き）- 当選者数 : 各メンバー50名（合計1100名）、ソロ写真とオリジナル額のセット[25]。
  - 2021年直筆年賀状プレゼント - 当選者数 : 各メンバー5名（合計110名）、メンバーからの直筆年賀状[25]。
  - メンバー直筆サイン入り自画似顔絵プレゼント - 当選者数：各メンバー5名（合計110名）[25]。
  - 直筆サイン入り告知ポスタープレゼント - 当選者数 : 30名、全メンバーのサイン入りの1stアルバム「ひなたざか」告知ポスター[25]。

### コラボ
本作の発売記念として、コラボ企画『日向坂46×TOWER RECORDS』が実施されている。
- 2020年9月22日 - 2020年9月28日
  - 撮りおろしコラボポスターの店頭掲出 - 『別冊 TOWER PLUS+』で使用された表紙メンバーの別カットがポスター化され、タワーレコード全店で掲出[26]。
  - メンバーコメント入りストアプレイ - 小坂菜緒、金村美玖のコメントを、13:00と17:00の二回、タワーレコード全店で放送[26]。
  - 無観客ライブパネル展 - 「HINATAZAKA46 Live Online, YES with YOU “22人” の音楽隊と風変わりな仲間たち〜」を撮影した写真の展示をタワーレコード38店舗で実施[26]。
  - 告知ポスタージャック - アルバムのリリースを記念した告知ポスターを、タワーレコード43店舗で掲出[26]。
  - 告知タペストリー 店頭掲出 - 日向坂46『ひなたざか』のリリースを記念した告知タペストリーをタワーレコード32店舗で掲出[26]。
- 2020年9月22日 - 2020年10月31日
  - 直筆サイン入りコラボポスタープレゼント - アルバム購入者の中から、B2撮りおろしコラボポスターにメンバー直筆サインを入れ抽選で20名にプレゼント[26]。
- 2020年9月23日 - 
  - フリーマガジン『別冊 TOWER PLUS+』発行 - タワーレコードによるフリーマガジン『TOWER PLUS+』の別冊『別冊 TOWER PLUS+』が発行され、齊藤京子、加藤史帆、佐々木美玲、小坂菜緒、金村美玖の写真等が掲載された冊子をタワーレコード全店で無料配布[26]。

### 『3年目のデビュー』ワンコイン上映
本作のリリース記念として、発売日である9月23日に全国12の映画館で日向坂46のドキュメンタリー映画『3年目のデビュー』（8月7日公開）が500円で鑑賞できるワンコイン上映が実施された。

## アートワーク
| Type-A | 齊藤京子、加藤史帆、佐々木美玲、小坂菜緒、金村美玖                                             |
| Type-B | 富田鈴花、松田好花、河田陽菜、丹生明里、渡邉美穂、上村ひなの、東村芽依、潮紗理菜               |
| 通常盤 | 影山優佳、高瀬愛奈、山口陽世、高本彩花、佐々木久美、宮田愛萌、森本茉莉、濱岸ひより、髙橋未来虹 |

## チャート成績
本作は2020年9月22日付のオリコンデイリーCDアルバムランキングで推定売上12万1044枚を記録し、初登場1位を獲得。
その後、2020年10月5日付（集計期間 : 2020年9月22日 - 2020年9月27日）のオリコン週間CDアルバムランキングで1位を獲得し、推定売上20万8512枚を記録。同ランキングにおける1位獲得はけやき坂46名義の前作『走り出す瞬間』から2作連続となっている。4週目の2020年10月26日付（集計期間 : 2020年10月12日 - 2020年10月18日）の同ランキングまでで累計推定売上23万6983枚を記録している。
2020年10月5日付のBillboard Japan Hot Albumsで初登場1位を獲得した。翌週は6位となっている。

## ミュージック・ビデオ
※シングル収録曲は各リンクを参照。
アザトカワイイ
監督：白石剛浩 / 振付：TAKAHIRO / 制作：AOI Pro.
晴天の砂漠をイメージさせる映像に仕上がっている。注目の振付として、制服の袖を掴んだかわいいダンス、ハートの半分を表現する“片想いハート”を、ペアでつなぎ合わせて表現する“両想いハート”などがディテールになっている点が挙げられる。あざとくて可愛らしい仕草の女の子に恋をしてしまうシチュエーションがコンセプトに据えられている。今作の振付はグループ史上最速のダンスとなった。日向坂46では初となる左右非対称の衣装が採用され、グループカラーである空色（青）と白の対比的な配色で夏らしさが表現されている。年内に活動再開した一期生の影山優佳、新三期生の3人、髙橋未来虹、森本茉莉、山口陽世を加えた現22人体制として初の作品である。

## ライブパフォーマンス
アザトカワイイ
- 2020年9月12日放送の『THE MUSIC DAY 人はなぜ歌うのか?』（日本テレビ）[38]でテレビ初披露された[39]。新三期生の髙橋未来虹、森本茉莉、山口陽世は、生放送の音楽番組に初出演した[40][41]。
- 2020年9月21日放送の『CDTVライブ! ライブ! 秋のリクエストフェス! ラブソング4時間SP』（TBSテレビ）で初めて生放送でのフル歌唱を行った[注 4][44]。
- 2020年10月15日、生配信イベント『日向坂46×DASADA「Fall & Winter Collection」』で初披露し、フル歌唱した[注 4][45][46]。

日向坂
- 2019年3月5日・6日に開催された『日向坂46 デビューカウントダウンライブ!!』で初披露した[23]。
- 本作への収録が発表される以前の2019年12月11日に『2019 FNS歌謡祭 第2夜』（フジテレビ）でテレビ初披露されている[23]。

誰よりも高く跳べ! 2020
- 2020年10月15日、生配信イベント『日向坂46×DASADA「Fall & Winter Collection」』で初披露し、フル歌唱した[注 4]。

ただがむしゃらに
- 2020年10月15日、生配信イベント『日向坂46×DASADA「Fall & Winter Collection」』で初披露し、フル歌唱した[注 4]。

My fans
- 2020年9月30日放送の『テレ東音楽祭 2020秋』（テレビ東京）でテレビ初披露した[47][注 4]。
- 2020年10月15日、生配信イベント『日向坂46×DASADA「Fall & Winter Collection」』で初披露し、フル歌唱した[注 4]。

## メディアでの使用
アザトカワイイ
ローソン『欅坂46・日向坂46キャンペーン』CMソング。
SPIC Corporation『Lypo-C』WebCMソング。
約束の卵 2020
日本テレビ系キャンペーン『カラダWEEK』内ウォーキング企画「億WALK」テーマソング。

## 収録トラック

### TYPE-A
| 全作詞: 秋元康（#1を除く）。 |                                       |                     |                         |                |      |
| #                            | タイトル                              | 作詞                | 作曲                    | 編曲           | 時間 |
| 1.                           | 「Overture」                          | 秋元康 （#1を除く） | TomoLow                 | TomoLow        | 1:39 |
| 2.                           | 「アザトカワイイ」                    | 秋元康 （#1を除く） | 浦島健太、NIYA、TETTA   | TETTA          | 3:56 |
| 3.                           | 「青春の馬」                          | 秋元康 （#1を除く） | 近藤圭一                | 近藤圭一       | 5:04 |
| 4.                           | 「ドレミソラシド」                    | 秋元康 （#1を除く） | 野村陽一郎              | 野村陽一郎     | 5:03 |
| 5.                           | 「この夏をジャムにしよう」            | 秋元康 （#1を除く） | pakorama                | pakorama       | 4:22 |
| 6.                           | 「キツネ」                            | 秋元康 （#1を除く） | 原田雄一                | 原田雄一       | 3:38 |
| 7.                           | 「ソンナコトナイヨ」                  | 秋元康 （#1を除く） | 柳沢英樹                | 柳沢英樹       | 4:44 |
| 8.                           | 「こんなに好きになっちゃっていいの?」 | 秋元康 （#1を除く） | 前迫潤哉、7th Avenue    | 7th Avenue     | 5:17 |
| 9.                           | 「キュン」                            | 秋元康 （#1を除く） | 野村陽一郎              | 野村陽一郎     | 4:58 |
| 10.                          | 「ホントの時間」                      | 秋元康 （#1を除く） | 野村陽一郎              | 野村陽一郎     | 5:01 |
| 11.                          | 「My god」                            | 秋元康 （#1を除く） | doubleglass             | doubleglass    | 4:08 |
| 12.                          | 「Dash＆Rush」                        | 秋元康 （#1を除く） | 小田切大                | 佐々木裕       | 4:11 |
| 13.                          | 「誰よりも高く跳べ！ 2020」           | 秋元康 （#1を除く） | カミカオル、doubleglass | 野中“まさ”雄一 | 4:41 |
| 14.                          | 「日向坂」                            | 秋元康 （#1を除く） | 新屋豊                  | 新屋豊         | 4:00 |
| 15.                          | 「JOYFUL LOVE」                       | 秋元康 （#1を除く） | 前迫潤哉、Dr.Lilcom     | Dr.Lilcom      | 4:33 |
| 合計時間:                    | 合計時間:                             | 合計時間:           | 合計時間:               | 65:15          |      |

| #         | タイトル | 作詞  | 作曲・編曲 | 時間  |
| --------- | --- | ----- | ---------- | ----- |
| 1.        | 「アザトカワイイ Music Video」 |       |            | 4:51  |
| 2.        | 「日向坂46デビューカウントダウンライブ!! in 横浜アリーナ〜けやき坂46 LAST LIVE〜」(VTR1〜Overture〜ひらがなけやき〜MC1〜誰よりも高く跳べ！〜VTR2〜僕たちは付き合っている〜MC2〜永遠の白線〜VTR3〜それでも歩いてる〜VTR4〜二期生ダンストラック〜おいでシャンプー〜イマニミテイロ〜VTR5〜ひらがなで恋したい〜半分の記憶〜期待していない自分〜ハッピーオーラ) |       |            | 67:47 |
| 合計時間: | 合計時間: | 72:38 |            |       |

### TYPE-B
| 全作詞: 秋元康（#1を除く）。 |                                        |                    |                       |                              |      |
| #                            | タイトル                               | 作詞               | 作曲                  | 編曲                         | 時間 |
| 1.                           | 「Overture」                           | 秋元康（#1を除く） | TomoLow               | TomoLow                      | 1:39 |
| 2.                           | 「ドレミソラシド」                     | 秋元康（#1を除く） | 野村陽一郎            | 野村陽一郎                   | 5:03 |
| 3.                           | 「ナゼー」                             | 秋元康（#1を除く） | 小山雅弘              | 小山雅弘                     | 4:12 |
| 4.                           | 「NO WAR in the future 2020」          | 秋元康（#1を除く） | ツキダタダシ          | ツキダタダシ                 | 4:32 |
| 5.                           | 「ただがむしゃらに」                   | 秋元康（#1を除く） | 古城康行              | 古城康行                     | 3:53 |
| 6.                           | 「アザトカワイイ」                     | 秋元康（#1を除く） | 浦島健太、NIYA、TETTA | TETTA                        | 3:56 |
| 7.                           | 「Cage」                               | 秋元康（#1を除く） | 水流雄一朗            | 水流雄一朗                   | 4:36 |
| 8.                           | 「どうして雨だと言ったんだろう？」     | 秋元康（#1を除く） | 杉山勝彦              | 杉山勝彦、石原剛志、有木竜郎 | 5:13 |
| 9.                           | 「川は流れる」                         | 秋元康（#1を除く） | 中野領太              | 中野領太                     | 4:40 |
| 10.                          | 「こんなに好きになっちゃっていいの？」 | 秋元康（#1を除く） | 前迫潤哉、7th Avenue  | 7th Avenue                   | 5:17 |
| 11.                          | 「キュン」                             | 秋元康（#1を除く） | 野村陽一郎            | 野村陽一郎                   | 4:58 |
| 12.                          | 「ソンナコトナイヨ」                   | 秋元康（#1を除く） | 柳沢英樹              | 柳沢英樹                     | 4:44 |
| 13.                          | 「キツネ」                             | 秋元康（#1を除く） | 原田雄一              | 原田雄一                     | 3:38 |
| 14.                          | 「青春の馬」                           | 秋元康（#1を除く） | 近藤圭一              | 近藤圭一                     | 5:04 |
| 15.                          | 「JOYFUL LOVE」                        | 秋元康（#1を除く） | 前迫潤哉、Dr.Lilcom   | Dr.Lilcom                    | 4:33 |
| 合計時間:                    | 合計時間:                              | 合計時間:          | 合計時間:             | 65:58                        |      |

| #         | タイトル | 作詞  | 作曲・編曲 | 時間  |
| --------- | --- | ----- | ---------- | ----- |
| 1.        | 「アザトカワイイ Music Video」 |       |            | 4:51  |
| 2.        | 「日向坂46デビューカウントダウンライブ!! in 横浜アリーナ〜日向坂46 FIRST LIVE〜」(VTR1〜Overture〜キュン〜MC1〜ときめき草〜耳に落ちる涙〜沈黙が愛なら〜Footsteps〜MC2〜君に話しておきたいこと〜抱きしめてやる〜JOYFUL LOVE〜MC3〜日向坂〜MC4〜キュン〜NO WAR in the future〜約束の卵) |       |            | 75:18 |
| 合計時間: | 合計時間: | 80:09 |            |       |

### 通常盤
| 全作詞: 秋元康（#1を除く）。 |                                        |                    |                       |                      |      |
| #                            | タイトル                               | 作詞               | 作曲                  | 編曲                 | 時間 |
| 1.                           | 「Overture」                           | 秋元康（#1を除く） | TomoLow               | TomoLow              | 1:39 |
| 2.                           | 「キュン」                             | 秋元康（#1を除く） | 野村陽一郎            | 野村陽一郎           | 4:58 |
| 3.                           | 「ドレミソラシド」                     | 秋元康（#1を除く） | 野村陽一郎            | 野村陽一郎           | 5:03 |
| 4.                           | 「こんなに好きになっちゃっていいの？」 | 秋元康（#1を除く） | 前迫潤哉、7th Avenue  | 7th Avenue           | 5:17 |
| 5.                           | 「ソンナコトナイヨ」                   | 秋元康（#1を除く） | 柳沢英樹              | 柳沢英樹             | 4:44 |
| 6.                           | 「JOYFUL LOVE」                        | 秋元康（#1を除く） | 前迫潤哉、Dr.Lilcom   | Dr.Lilcom            | 4:33 |
| 7.                           | 「ときめき草」                         | 秋元康（#1を除く） | 御子柴リョーマ        | 御子柴リョーマ       | 4:15 |
| 8.                           | 「Footsteps」                          | 秋元康（#1を除く） | 野井洋児              | 野井洋児             | 4:54 |
| 9.                           | 「キツネ」                             | 秋元康（#1を除く） | 原田雄一              | 原田雄一             | 3:38 |
| 10.                          | 「まさか 偶然…」(花ちゃんズ)           | 秋元康（#1を除く） | ふるっぺ（ケラケラ）  | ふるっぺ（ケラケラ） | 5:02 |
| 11.                          | 「青春の馬」                           | 秋元康（#1を除く） | 近藤圭一              | 近藤圭一             | 5:02 |
| 12.                          | 「アザトカワイイ」                     | 秋元康（#1を除く） | 浦島健太、NIYA、TETTA | TETTA                | 3:56 |
| 13.                          | 「My fans」                            | 秋元康（#1を除く） | ムラマサヒロキ        | ムラマサヒロキ       | 3:57 |
| 14.                          | 「See Through」                        | 秋元康（#1を除く） | 佐々木裕              | 佐々木裕             | 4:21 |
| 15.                          | 「約束の卵 2020」                      | 秋元康（#1を除く） | aokado                | aokado               | 5:03 |
| 合計時間:                    | 合計時間:                              | 合計時間:          | 合計時間:             | 66:22                |      |

### Complete Edition
| 全作詞: 秋元康（#1を除く）。 |                                        |                    |                         |                              |      |
| #                            | タイトル                               | 作詞               | 作曲                    | 編曲                         | 時間 |
| 1.                           | 「Overture」                           | 秋元康（#1を除く） | TomoLow                 | TomoLow                      | 1:41 |
| 2.                           | 「キュン」                             | 秋元康（#1を除く） | 野村陽一郎              | 野村陽一郎                   | 5:00 |
| 3.                           | 「ドレミソラシド」                     | 秋元康（#1を除く） | 野村陽一郎              | 野村陽一郎                   | 5:05 |
| 4.                           | 「こんなに好きになっちゃっていいの？」 | 秋元康（#1を除く） | 前迫潤哉、7th Avenue    | 7th Avenue                   | 5:19 |
| 5.                           | 「ソンナコトナイヨ」                   | 秋元康（#1を除く） | 柳沢英樹                | 柳沢英樹                     | 4:46 |
| 6.                           | 「JOYFUL LOVE」                        | 秋元康（#1を除く） | 前迫潤哉、Dr.Lilcom     | Dr.Lilcom                    | 4:35 |
| 7.                           | 「キツネ」                             | 秋元康（#1を除く） | 原田雄一                | 原田雄一                     | 3:40 |
| 8.                           | 「青春の馬」                           | 秋元康（#1を除く） | 近藤圭一                | 近藤圭一                     | 5:06 |
| 9.                           | 「アザトカワイイ」                     | 秋元康（#1を除く） | 浦島健太、NIYA、TETTA   | TETTA                        | 3:58 |
| 10.                          | 「この夏をジャムにしよう」             | 秋元康（#1を除く） | pakorama                | pakorama                     | 4:22 |
| 11.                          | 「ホントの時間」                       | 秋元康（#1を除く） | 野村陽一郎              | 野村陽一郎                   | 5:01 |
| 12.                          | 「My god」                             | 秋元康（#1を除く） | doubleglass             | doubleglass                  | 4:08 |
| 13.                          | 「Dash&Rush」                          | 秋元康（#1を除く） | 小田切大                | 佐々木裕                     | 4:11 |
| 14.                          | 「誰よりも高く跳べ！ 2020」            | 秋元康（#1を除く） | カミカオル、doubleglass | 野中“まさ”雄一               | 4:41 |
| 15.                          | 「日向坂」                             | 秋元康（#1を除く） | 新屋豊                  | 新屋豊                       | 4:00 |
| 16.                          | 「ナゼー」                             | 秋元康（#1を除く） | 小山雅弘                | 小山雅弘                     | 4:12 |
| 17.                          | 「NO WAR in the future 2020」          | 秋元康（#1を除く） | ツキダタダシ            | ツキダタダシ                 | 4:32 |
| 18.                          | 「ただがむしゃらに」                   | 秋元康（#1を除く） | 古城康行                | 古城康行                     | 3:54 |
| 19.                          | 「Cage」                               | 秋元康（#1を除く） | 水流雄一朗              | 水流雄一朗                   | 4:36 |
| 20.                          | 「どうして雨だと言ったんだろう？」     | 秋元康（#1を除く） | 杉山勝彦                | 杉山勝彦、石原剛志、有木竜郎 | 5:13 |
| 21.                          | 「川は流れる」                         | 秋元康（#1を除く） | 中野領太                | 中野領太                     | 4:40 |
| 22.                          | 「ときめき草」                         | 秋元康（#1を除く） | 御子柴リョーマ          | 御子柴リョーマ               | 4:15 |
| 23.                          | 「Footsteps」                          | 秋元康（#1を除く） | 野井洋児                | 野井洋児                     | 4:54 |
| 24.                          | 「まさか 偶然…」(花ちゃんズ)           | 秋元康（#1を除く） | ふるっぺ（ケラケラ）    | ふるっぺ（ケラケラ）         | 5:02 |
| 25.                          | 「My fans」                            | 秋元康（#1を除く） | ムラマサヒロキ          | ムラマサヒロキ               | 3:58 |
| 26.                          | 「See Through」                        | 秋元康（#1を除く） | 佐々木裕                | 佐々木裕                     | 4:21 |
| 27.                          | 「約束の卵 2020」                      | 秋元康（#1を除く） | aokado                  | aokado                       | 5:03 |
| 合計時間:                    | 合計時間:                              | 合計時間:          | 合計時間:               | 120:13                       |      |

## 歌唱メンバー

### アザトカワイイ
（センター：佐々木美玲）
- 3列目：影山優佳、高瀬愛奈、山口陽世、高本彩花、佐々木久美、宮田愛萌、森本茉莉、濱岸ひより、髙橋未来虹[50]
- 2列目：富田鈴花、松田好花、河田陽菜、丹生明里、渡邉美穂、上村ひなの、東村芽依、潮紗理菜[50]
- 1列目：齊藤京子、加藤史帆、佐々木美玲、小坂菜緒、金村美玖[50]

### この夏をジャムにしよう
- 上村ひなの、髙橋未来虹、森本茉莉、山口陽世[17]

### 誰よりも高く跳べ! 2020
- 潮紗理菜、影山優佳、加藤史帆、齊藤京子、佐々木久美、佐々木美玲、高瀬愛奈、高本彩花、東村芽依、金村美玖、河田陽菜、小坂菜緒、富田鈴花、丹生明里、濱岸ひより、松田好花、宮田愛萌、渡邉美穂、上村ひなの、髙橋未来虹、森本茉莉、山口陽世[17]

### 日向坂
- 井口眞緒[注 5]、潮紗理菜、柿崎芽実[注 5]、加藤史帆、齊藤京子、佐々木久美、佐々木美玲、高瀬愛奈、高本彩花、東村芽依、金村美玖、河田陽菜、小坂菜緒、富田鈴花、丹生明里、濱岸ひより、松田好花、宮田愛萌、渡邉美穂、上村ひなの[17]

### NO WAR in the future 2020
- 潮紗理菜、影山優佳、加藤史帆、齊藤京子、佐々木久美、佐々木美玲、高瀬愛奈、高本彩花、東村芽依、金村美玖、河田陽菜、小坂菜緒、富田鈴花、丹生明里、濱岸ひより、松田好花、宮田愛萌、渡邉美穂、上村ひなの、髙橋未来虹、森本茉莉、山口陽世[17]

### ただがむしゃらに
- 潮紗理菜、影山優佳、加藤史帆、齊藤京子、佐々木久美、佐々木美玲、高瀬愛奈、高本彩花、東村芽依、金村美玖、河田陽菜、小坂菜緒、富田鈴花、丹生明里、濱岸ひより、松田好花、宮田愛萌、渡邉美穂、上村ひなの、髙橋未来虹、森本茉莉、山口陽世[17]

### どうして雨だと言ったんだろう?
- 加藤史帆、齊藤京子、佐々木美玲[17]

### My fans
- 潮紗理菜、影山優佳、加藤史帆、齊藤京子、佐々木久美、佐々木美玲、高瀬愛奈、高本彩花、東村芽依、金村美玖、河田陽菜、小坂菜緒、富田鈴花、丹生明里、濱岸ひより、松田好花、宮田愛萌、渡邉美穂、上村ひなの、髙橋未来虹、森本茉莉、山口陽世[17]

### See Through
- 金村美玖、小坂菜緒[17]

### 約束の卵 2020
- 潮紗理菜、影山優佳、加藤史帆、齊藤京子、佐々木久美、佐々木美玲、高瀬愛奈、高本彩花、東村芽依、金村美玖、河田陽菜、小坂菜緒、富田鈴花、丹生明里、濱岸ひより、松田好花、宮田愛萌、渡邉美穂、上村ひなの、髙橋未来虹、森本茉莉、山口陽世[17]

## 関連番組
2020年10月10日に、スペースシャワーTV プラスで『空まで届け！「ひなたざか」-日向坂46 1stアルバム発売記念SP-』が放送された。 - 出演は佐々木久美、金村美玖、富田鈴花、渡邉美穂。